# Goera nielseni
Goera nielseni är en nattsländeart som beskrevs av Malicky 1994. Goera nielseni ingår i släktet Goera och familjen grusrörsnattsländor. Inga underarter finns listade i Catalogue of Life.